# 撞击冬天
撞击冬天是由于大型小行星或彗星撞击地球表面而造成长时间寒冷时期的一种假想理论。如果小行星撞击陆地表面或较浅水域，撞击产生的烟尘、碎屑以及其它物质会受冲击力而进入大气层，从而遮挡来自太阳光的辐射。如果小行星或彗星直径达到5千米，那么即使它的撞击地点位于深层水域，此时仍会有足够的撞击碎屑被抛出并到大气层。有人认为，撞击冬天可能导致大规模灭绝事件。白垩纪-古近纪灭绝事件可能就涉及到撞击冬天的影响，此次灭绝事件导致了包括恐龙在内的许多大型物种的消失。

## 撞击的可能性

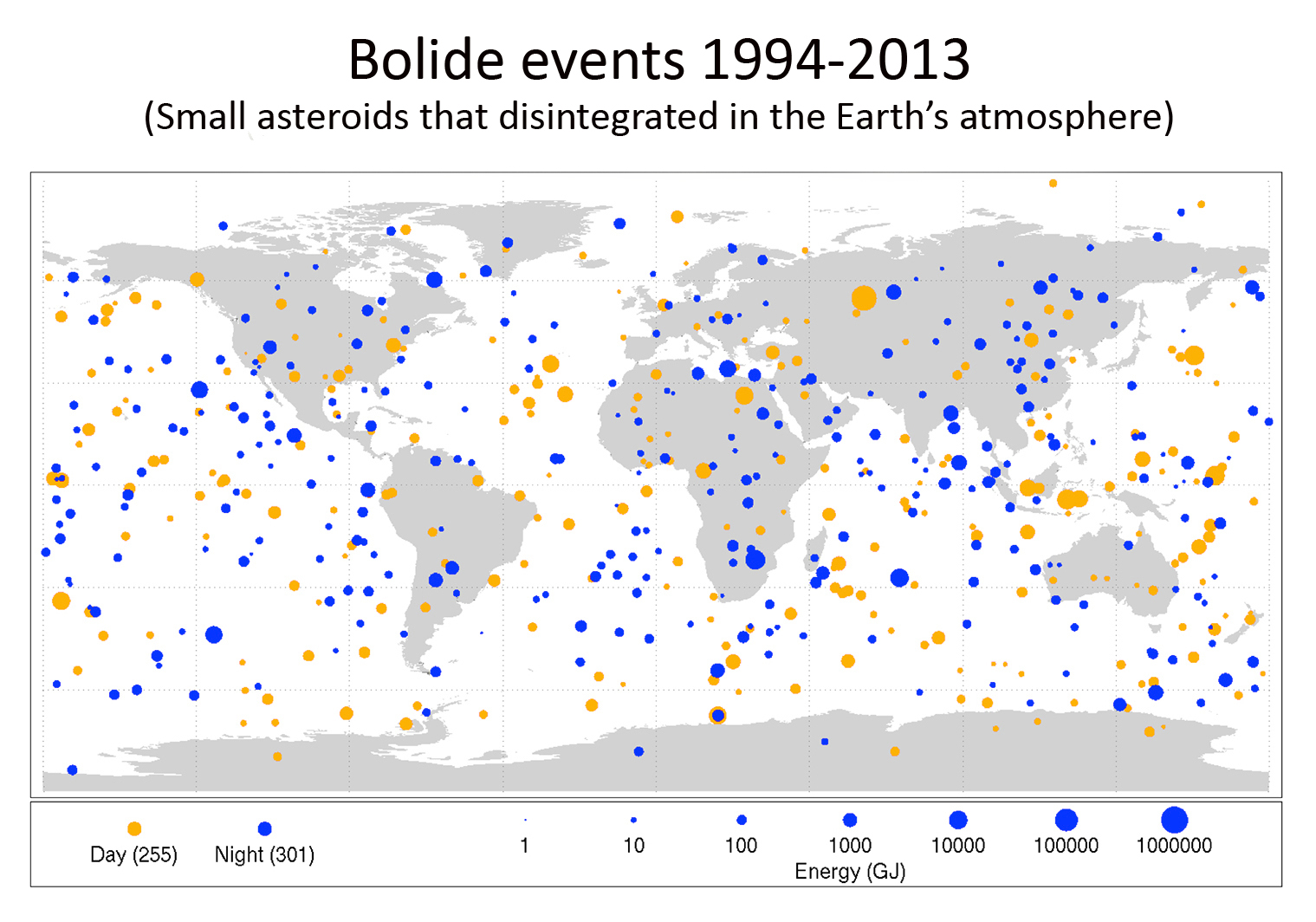
直径 1 至 20 米的流星体进入大气层的频率图（1994-2013 年）。橙色点发生在白天，蓝色点发生在夜间，点的大小对应撞击携带的能量。

每年地球都会受到直径大于5米的流星体撞击，撞击产生的爆炸一般发生在50千米以上的高空，其能量大致相当于1000吨TNT炸药的威力。直径小于5米的小型陨石撞击每天都有发生，大部分到达地球表面的陨石都会坠落在无人区，一般不会造成危害。相比与死于小行星或彗星的撞击，人类更有可能死于火灾、洪水或其他自然灾害。1994 年的另一项研究发现，在接下来的两个世纪内，地球被直径大于2千米的陨石撞击几率大约为千分之一，这种大小的撞击事件足以扰乱地球生态系统，并造成大量人口死亡。对于这种事件，我们目前已经观察到了一个候选星体小行星 1950 DA ，它目前有 0.005% 的机会在 2880 年与地球相撞。当我们最初发现这颗小行星时，它与地球相撞的几率是 0.3%，随着我们对其轨道更加精细的测量，撞击概率下降了。
有超过300颗短周期彗星的轨道在大行星（如木星和土星）附近，大行星的引力作用可能导致这些彗星从自身轨道上抛出，从而有几率与地球运行轨道重叠。这种轨道的变化也可能发生在长周期彗星上，但短周期彗星发生此类事件的频率更高。不过，这些星体直接撞击地球的几率要远低于近地天体(NEO) 的威胁。此外，Victor Clube 和 Bill Napier 还提出了一个有争议的理论，即穿越地球轨道上的短周期彗星不需要撞击就能对地球造成影响，因为它可能会在略过地球时解体，从而为地球表面蒙上一层尘埃面纱。如果出现了这类长久，地球有可能在很长一段时间内出现类似“核冬天”的情景——持续数千年的全球范围温度下降（研究者认为这类事件的发生概率相当于1公里直径星体撞击地球的概率）。
截至2018年2月20日，我们已经探测到17841个近地天体，其中有8059个可能对地球造成伤害，这些威胁星体直径大于140米，并可能在少于20倍地月距离的位置接近地球。直径大于1千米的近地物体总数可能有920个，我们已经探测到其中的888个，大约为96.5%。

## 撞击物的性质
每时每刻地球都在经受外星体的撞击，这些外来者大多体积极小，甚至难以被注意到。它们可能在到达地球表面前就在与大气层的摩擦作用下燃烧殆尽了，而那些最终到达了地球表面的残留物我们称之为陨石。因此，并非所有撞击地球的物体都会导致灭绝级别的事件，它们中的大多数都没有任何威胁。撞击者在地球大气层中消耗了大部分的动能，而如果它们受到的气压大于等于自身质量，它们就会发生爆炸。地球上的灭绝级事件大约每 1 亿年才会发生一次。尽管灭绝事件很少发生，但较大的撞击仍会造成严重破坏。本节将讨论撞击物的体积与构成对撞击危险性的影响。

### 体积
大直径小行星或彗星可以对地球表面造成巨大的冲击，它们造成的爆炸可以达到数千倍于所有核弹同时爆炸的威力 。例如6500万年前造成恐龙灭绝的小行星直径大约为10千米，这意味着它以近 100,000,000 MT（418 ZJ）的力量击中地球，这要比美国在广岛投下的原子弹（16 kilotons, 67 TJ）的威力大60亿倍。这个撞击造成了直径达180千米的希克苏鲁伯陨石坑。对于这种大小的物体，即使它的撞击点位于海洋（海洋的平均深度为4千米），大量的灰尘和碎屑仍然会被激起并在大气层扩散。这种大小的小行星、流星或彗星将凭借其绝对质量在大气层中保持完整。但是，假如撞击者的直径小于3千米，那么它的组成成分就必须包含大量的铁合物才足以突破底层大气（平流层和对流层）。

### 构成
小行星或彗星有三种不同的成分类型：金属、石质和冰质。物质的构成决定了它们是会在突破大气层之前分解，还是在到达地表之前分解并爆炸，或是可以成功抵达地球表面。金属流星体往往由铁和镍合金构成，这类星体最有可能撞击地表，因为它们可以更好地承受在大气减速期间由冲压压力引起的挤压和碎裂的应力。石质星体，例如球粒陨石，它们在离开高层大气之前往往会燃烧、碎裂或爆炸。它们至少需要 10 MT 的能量或50米直径，才有机会突破低层大气（这是为撞击速度20km/s作出的估计）。多孔彗星体通常由低密度的硅酸盐、有机物、冰和挥发性物质组成，由于体积密度低（≤1 克/厘米3 )，它们一般在高层大气中就燃烧殆尽。

## 机制猜想
撞击冬天的成因与巨型火山喷发所引发的火山冬天类似。大型撞击发生后，进入大气层的大量碎屑会在很长一段时间内遮挡部分太阳辐射，这将导致地球气温在随后的一年内骤降20° C。降温机制主要来自两个方面的作用：大量表岩屑的喷发与大规模的火灾风暴。

该图显示了各种大气颗粒物在微米级尺寸上的分布。

### 表岩屑喷发
Curt Covey 等人研究发现，一颗直径10千米的小行星（爆炸威力108 MT）可以将大约 2.5x10 15 千克的1 微米大小气溶胶颗粒送入大气层，任何更大的物体都会迅速落回地面。随后，这些颗粒会散布到整个大气中，并通过吸收或折射的方式阻挡太阳辐射抵达地球表面，机理类似巨型火山喷发产生的含硫气溶胶冷却地球的方式，从而导致全球暗化。他们的这项研究参考了多峇巨灾理论。
这些岩石颗粒会一直停留在大气层中，直到最终通过干沉降回到地表。此外，这些颗粒的大小也适合充当云凝结核，并通过湿沉降或降水回到地面。但即便如此，仍有大约 15% 的太阳辐射可能无法抵达地面。撞击发生后的20天后，陆地温度可能会迅速下降约 13°C。大约一年后，温度可能会反弹约 6°C，但此时北半球约三分之一的面积可能已被冰层覆盖。
不过，这种影响也可能会被撞击产生的大量水蒸气和二氧化碳所缓解甚至逆转。假如撞击点位于海洋，大量水蒸气会进入到大气中，并造成显著的温室效应，从而使全球气温升高。
如果撞击产生的能量足够，它可能会在对跖点（地球的另一端）产生地幔热柱（引发火山作用）。如果发生了这种情况，那么无论撞击的影响如何，单是大规模的火山喷发就足以为地球带来火山冬天了。

### 大规模火灾风暴
如果撞击规模巨大（天体直径大于3千米），那么随着撞击的发生，地球各地会蔓延大规模的火灾风暴。这些山火可能会向大气释放足够量的水蒸气、灰尘、煤烟、焦油和二氧化碳，从而扰乱气候，并导致阻挡太阳的烟尘云持续更长时间。但这些事件也可能导致烟尘云的持续时间缩短，因为此时大气中存在有更多的水蒸气，这有助于岩石碎屑形成云凝结核并随着降水落回地面。如果它使尘埃云持续了更长时间，那么地球的寒冷时期将会延长，从而导致更厚的冰盖。

## 历史上的事件
2016年，科学家通过对希克苏鲁伯陨石坑撞击环的钻探获取到了撞击事件的岩芯。希克苏鲁伯陨石坑是地球上最著名的陨石坑之一，这颗陨石造成了恐龙的灭绝。
科学家证实，构成撞击环的岩石曾受到了巨大的压力，在撞击的热量与冲击力作用下，岩石性质在短短几分钟内发生了巨大的转化。峰环由花岗岩构成，而我们知道，花岗岩无法在地表自然形成，它源于地球深处，并在巨大的冲击压力下被喷射到地球表面。在该地区浅海床区域，石膏是常见的硫酸盐岩石，但在撞击点我们几乎见不到石膏的踪迹，它很可能随着撞击而蒸发了。撞击过后是一场巨大的海啸，它在峰环上方形成了范围巨大、颗粒层次分明的沙层。
我们可以大致想象出这次撞击事件的过程：小行星的撞击形成了大约200公里的深坑，从地球深处喷发出大量熔融状态的花岗岩，巨大的海啸袭来，大量含有硫酸盐的岩石蒸发并进入到大气中。尘埃和硫酸盐颗粒在全球的扩散会导致温度大幅下降，从而破坏食物链，并对全球气候造成灾难性的影响。 

## 对人类的影响
撞击冬天对人类和其他物种也将造成毁灭性的影响。随着太阳辐射的大幅减少，首先死亡的会是光合植物以及依赖这些植物生存的动物。随后，食物的匮乏最终将导致食物链上层动物的大规模灭绝，并可能导致多达 25% 的人口死亡。根据撞击点的位置和规模，灾后清理工作可能需要付出巨大的成本，以至在幸存的人类社会中发生经济危机。这些因素的相加将使地球上幸存者的生活变得十分困难。

### 农业
撞击后的地球大气层中充满了尘埃和其他物质，来自太阳的辐射将被折射或散射回太空，或被这些碎屑吸收。在撞击和大规模火灾风暴之后，地球发生的下一个灾难将是地球上光合作用生命形式的大规模死亡。那些生活在海洋中的幸存者可能会进入休眠状态，直到太阳再次升起。一些生活在陆地的植物可能有机会在地底的微气候中保持生命力，就如我们在 Zbrašovské Aragonite Caves 中观察到的那样。人类可以借助化学能源或核能在地底建立培育场，利用生长灯代替太阳光，直到地表环境好转。与此同时，那些地表植物即使没有死于缺乏阳光，它们也可能会死于随后的极度寒冷，或是一直保持休眠状态。如果有足够多的人类幸存，那么作物的缺乏可能会导致严重的饥荒，非发达国家的粮食采购成本将大幅上升。除非降温事件持续超过一年，否则发达国家可能不会遭受饥荒，因为这些国家的罐头食品和谷物储量较大。但假如撞击规模十分巨大（类似K/T撞击事件），那么由此带来农业损失可能无法通过其它方法得到补偿。避免饥荒的唯一方法是让每个国家都为其人民储存至少一年的食物，但很显然没有多少国家有这样的能力；世界平均谷物库存水平仅为年产量的 30% 左右。

### 经济
根据撞击位置和规模的不同，灾后清理工作预计要花费数十亿到数万亿美元。例如，对纽约市（世界上人口第 16 大城市）的撞击可能会造成数十亿美元的财务损失，而位于此处的金融机构（股票市场）可能需要数年时间才能恢复正常。不过，撞击发生在人口聚集地的几率非常低。